# Valentin Magnan
Valentin Magnan ou Jacques-Joseph-Valentin Magnan (Perpignan, 16 de março de 1835 — 27 de setembro de 1916) foi um psiquiatra francês.
Ele estudou medicina em Lyon e Paris, onde foi aluno dos neurologistas e psiquiatras  Jules Baillarger (1809-1890) e Jean-Pierre Falret (1794-1870 discípulos de Jean-Étienne Dominique Esquirol (1772-1840) na Universidade de Paris. Desde  1867 ao final de sua carreira, manteve-se vinculado ao Hôpital Sainte-Anne, em Paris, um hospital fundado em 1651 e até hoje especializado em doenças neurológicas psiquiátricas  e toxicomanias.
Até hoje ele é conhecido por sua importância na história da psiquiatria francesa da segunda metade do século XIX,  e especialmente, por expandir o conceito de degeneração que foi introduzido em psiquiatria por Bénédict Augustin Morel (1809-1873).
A teoria da degeneração de Magnan foi influenciada pelas teorias biológicas da evolução e pressupostos sobre hereditariedade com suas idéias reunidas na publicação de “Considérations générales sur la folie des héréditaires ou dégénérés”, publicadas 1887.
Ele introduziu termos até hoje utilizados como “bouffée delirante” (condição psicótica aguda e transitória) e evolução sistemática do delírio crônico (delírio crônico) como categorias descritivas de doença mental.
Distinguia os indivíduos que não apresentavam estigmas evidentes de degenerescência, supondo possuírem taras latentes que os predispunham, todavia, à surtos de loucura intermitente ou ao delírio crônico sistematizado, cujo rigor de organização, Magnan, opunha ao polimorfismo dos estados precedentes. Na sua proposição conjunta com seu ex-aluno o psiquiatra Paul Serieux (1864-1947), na monografia publicada em 1892, intitulado Le délire chronique a évolution systématique os pacientes lentamente atravessam quatro estágios de ansiedade (inquietação),  perseguição, grandeza (grandeur) e demência.
Magnan acreditava que o excessivo consumo de álcool, particularmente absinto, foi um importante fator para o declínio da cultura francesa. Em suas investigações de absinto, ele tentou identificar um específico "efeito absinto" que não estava presente em outras formas de alcoolismo, e sugeriu que o delírio associado ao absinto era diferente das experiências de delirium tremens associados ao alcoolismo. Em pesquisa com animais de laboratório, Magnan utilizava essência de absinto (Losna), e não a bebida em si, que contém apenas uma pequena percentagem do elemento ativo do absinto, atualmente identificado como Tujona. De suas experiências, ele observou que os animais apresentaram convulsões epileptiformes quando expostos a níveis de concentrados de absinto.

## Principais trabalhos
- Étude expérimentale et clinique sur l’alcoolisme, alcool et absinthe; épilepsie absinthique, 1871
- De l’hémi-anesthésie, de la sensibilité générale et des sens dans l’alcoolisme chronique. Gazette hebdomadaire de médecine et de chirurgie, 1873.
- De l’alcoolisme, des diverses formes de délire alcoolique at de leur traitement, 1874.
- Recherches sur les centres nerveux. Pathologie et physiologie pathologique, 1876
- Des anomalies, des aberrations et des perversions sexuelles, 1885
- Considérations générales sur la folie des héréditaires ou dégénérés, 1887.
- Leçons cliniques sur les maladies mentales. 1891